# Allegiance Air
Allegiance Air es una aerolínea chárter con base en Lanseria, Sudáfrica.

## Flota
La flota de Allegiance Air incluye los siguientes aviones (a 1 de diciembre de 2010):
- 2 BAe 146-200